# Ник Селис
Ник Селис е белгийски баскетболист. Той е роден 24 ноември 1988 г. Той се състезава на летните олимпийски игри през 2020 г. Отборът му зае четвърто място.